# Pseudostenophylax tochigiensis
Pseudostenophylax tochigiensis är en nattsländeart som beskrevs av Schmid 1991. Pseudostenophylax tochigiensis ingår i släktet Pseudostenophylax och familjen husmasknattsländor. Inga underarter finns listade i Catalogue of Life.